# Slaven Španović
Slaven Španović (Srijemska Mitrovica, 23. kolovoza 1988.) je hrvatski kazališni, televizijski i filmski glumac.

## Filmografija

### Televizijske uloge
- "Dnevnik jednog prevaranta" kao Denis Dizdar (2020.)
- "Crno-bijeli svijet" kao Suki (Shuki) izbacivač (2015.)
- "Pet na pet" kao natjecatelj (2015.)
- "Vatre ivanjske" kao Viktor Magdić (2014. – 2015.)
- "Zora dubrovačka" kao Filip Vilim (2014.)
- "Počivali u miru" kao Mišo Šeper (2013.)
- "Pod sretnom zvijezdom" kao forenzičar (2011.)
- "Mamutica" kao Tiho (2009.)

### Filmske uloge
- "Omerta 6/12" kao Toma (2021.)
- "I vani si" (kratki film) (2016.)
- "Savršen dan" kao vojnik na punktu (2015.)
- "Sretni završeci" kao razbijač (2014.)
- "Takva su pravila" kao policajac (2014.)
- "Broj 55" kao Marko (2014.)
- "Blubberella" kao njemački vojnik (2011.)
- "Bloodrayne: Treći Reich" kao njemački vojnik (2011.)
- "Zagrebačke priče" kao Damir (segment "Špansko kontinent") (2009.)

## Nagrade i priznanja
- 2013. – Nagrada hrvatskog glumišta za ulogu Billyja u predstavi "Plemena" Nine Raine u izvedbi kazališta Planet art i Teatra Exit iz Zagreba[1]
- 2015. – Splitsko ljeto: nagrada "Judita" za ulogu Billyja u predstavi "Plemena" Nine Raine u izvedbi kazališta Planet art i Teatra Exit iz Zagreba[2]

## Vanjske poveznice
- Slaven Španović u internetskoj bazi filmova IMDb-u (engl.)
- Stranica na Planet-Art.hr  Arhivirana inačica izvorne stranice od 20. srpnja 2015. (Wayback Machine)